# GSC974-693
GSC974-693 — хімічно пекулярна зоря спектрального класу B2, що має видиму зоряну величину в смузі V приблизно 10,5.
Вона  розташована на відстані близько 3624,0 світлових років від Сонця.

## Пекулярний хімічний склад
Зоряна атмосфера GSC974-693 має підвищений вміст 
He
.